# Csapó Jenő (festő)
Csapó Jenő, született Singer (Kiscell, 1873. július 29. – Budapest, Terézváros, 1954. február 22.) magyar festőművész.

## Élete
Singer Ignác és Politzer Róza fiaként született. Tanulmányait Bécsben Kreydernél kezdte, azután Párizsban a Julian Akadémián Bougerea és Lefévre tanítványa volt. Miután hazatért, Budapesten telepedett le. Az 1900. évi párizsi kiállításon hozzájárult a Palais d'Industrie művészeti díszítéséhez. 1911-től több magyarországi nagyvárosban is rendezett gyűjteményes kiállítást. 1914 tavaszán a Műcsarnokban is kiállított, ahol később is több kiállítása volt, amiken főképp csendéleteket és budapesti részleteket mutatott be. Kiállításai voltak a Nemzeti Szalonban és a Művészházban is. 1926-27-ben bejárta Nyugat-Európát, Németországban több gyűjteményes tárlaton vett részt. Főleg naturalista jellegű tájképeket és csendéleteket festett.
Házastársa Galántai (Schachter) Jusztina (1875–1948) divatárusnő volt, Galántai Bernát és Schwarz Jozefa lánya, akivel 1908. augusztus 6-án Budapesten, az Erzsébetvárosban kötött házasságot.